# Estländska Wieriska lantmilisregementet
Estländska Wieriska lantmilisregementet, eller bara Wieriska lantmilisregementet, var en värvad milis inom svenska armén som verkade åren 1701–1704. Förbandet var förlagt i Wierland, Svenska Estland.

## Historia
Estländska Wieriska lantmilisregementet värvades i Wierland. År 1704 gick regementet delvis förlorat efter belägringen av Narva, som slutade med rysk seger. År 1704 uppgick kvarvarande delar av regementet i Estländska Jerwiska lantmilisregementet.

## Förbandschefer
- 1701–1704: Wilhelm Henrik Hastfer  (tillfångatagen)